# Loncoche (ort)
Loncoche är en ort i Chile.   Den ligger i provinsen Provincia de Cautín och regionen Región de la Araucanía, i den södra delen av landet, 700 km söder om huvudstaden Santiago de Chile. Loncoche ligger 114 meter över havet och antalet invånare är 15 590.
Terrängen runt Loncoche är kuperad västerut, men österut är den platt. Det finns inga andra samhällen i närheten.
I omgivningarna runt Loncoche växer i huvudsak städsegrön lövskog. Runt Loncoche är det glesbefolkat, med 12 invånare per kvadratkilometer.